# U8 (Metro de Berlim)

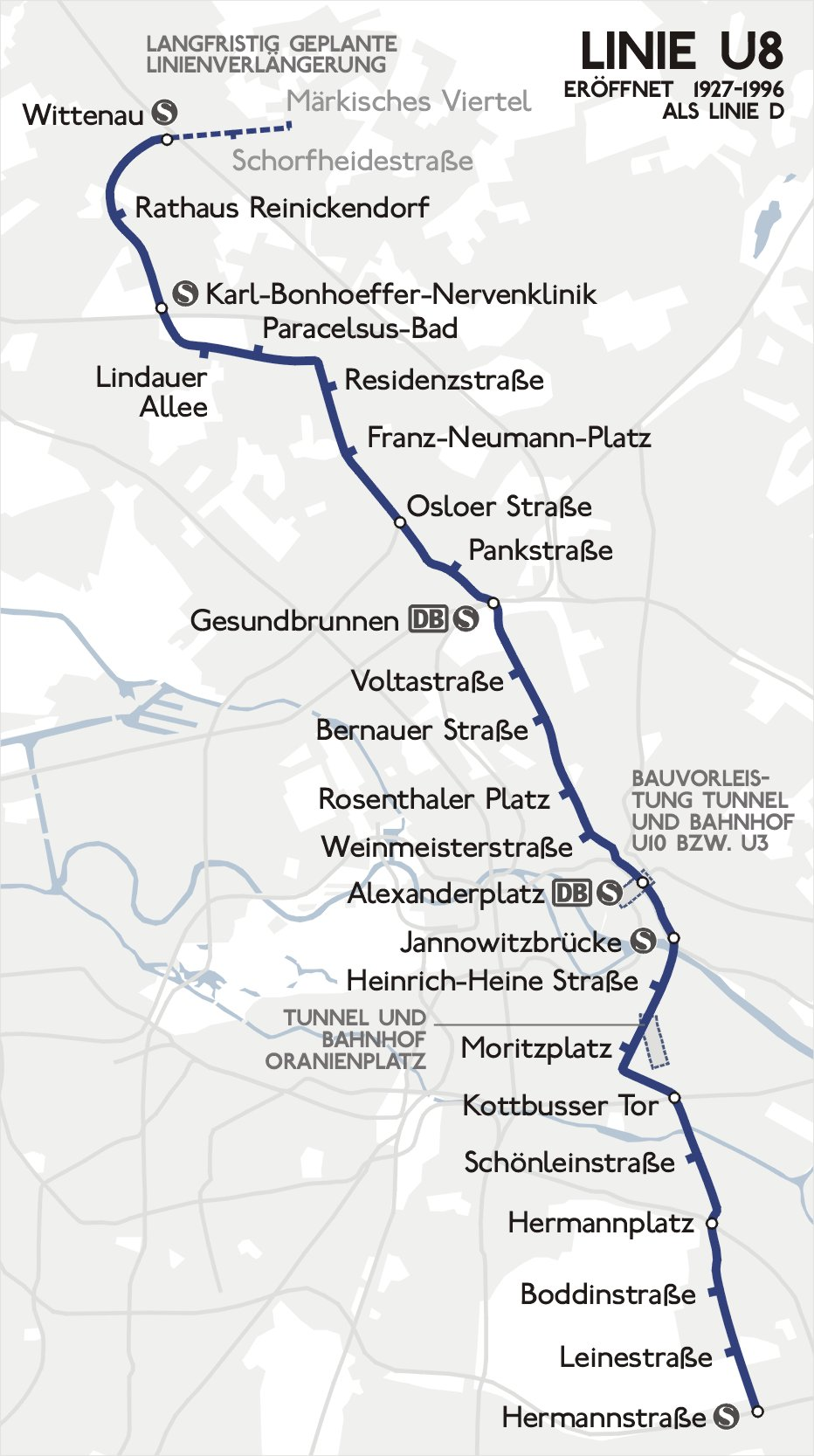
Linha 8 da U-Bahn de Berlim

U8 é uma das nove linhas da U-Bahn de Berlim. Foi inaugurada em 1927 e circula entre as estações de Wittenau e Hermannstraße. Tem ao todo 24 estações.